# Булатово (Благовіщенський район)
Була́тово (рос. Булатово, башк. Булат) — присілок у складі Благовіщенського району Башкортостану, Росія. Входить до складу Саннинської сільської ради.
Населення — 53 особи (2010; 58 в 2002).
Національний склад:
- татари — 97 %